# Kirche Hl. Prophet Elias (Vrelo, Čitluk)

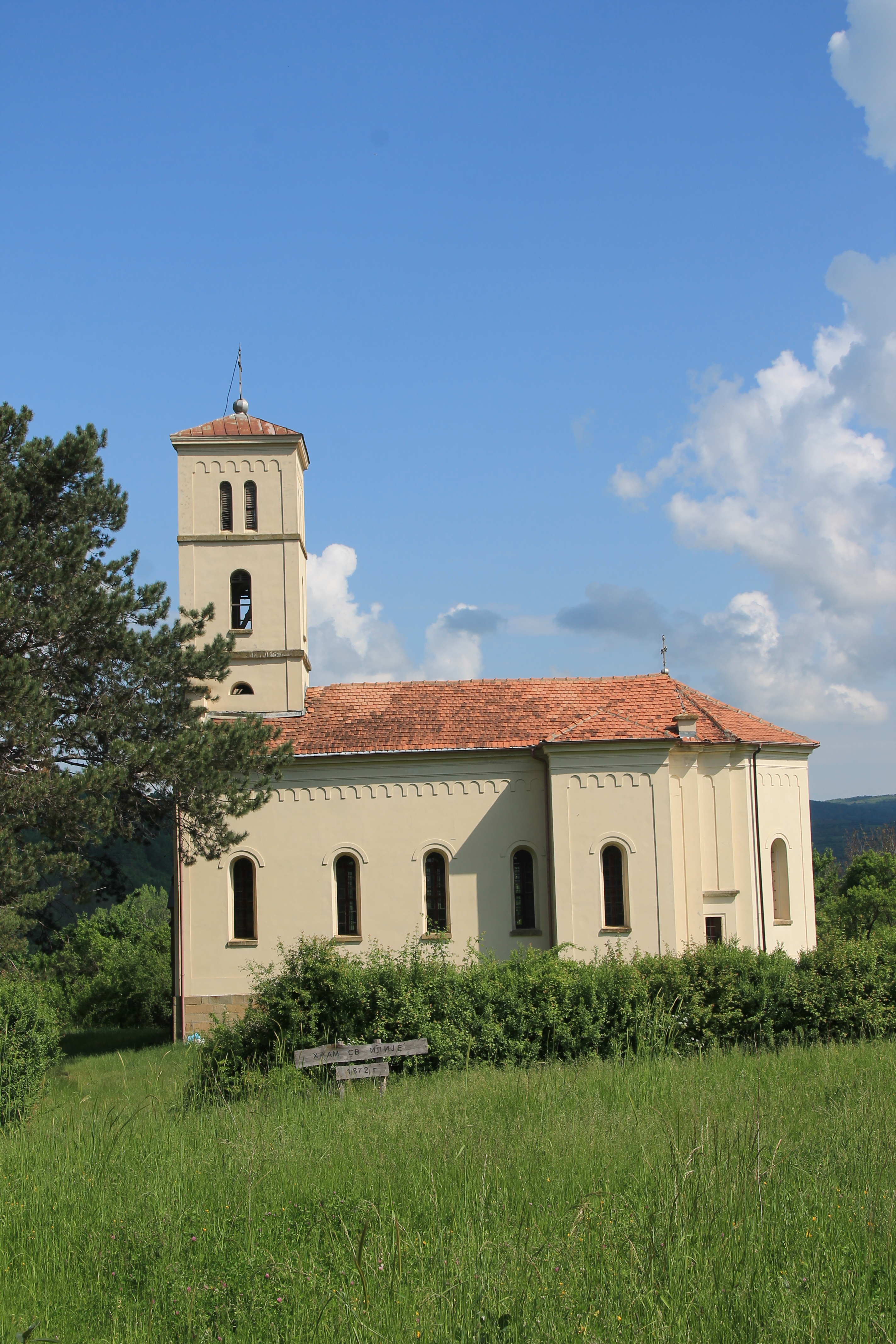
Die Kirche Hl. Prophet Elias

Die Kirche Hl. Prophet Elias (serbisch: Црква Светог Пророка Илије, Crkva Svetog Proroka Ilije) im Dorfteil Vrelo des Dorfes Čitluk, ist eine serbisch-orthodoxe Kirche, im östlichen Serbien.
Das von 1869 bis 1872 erbaute Kirchengebäude ist dem Hl. Propheten Elias gewidmet und ist eine von mehreren Filialkirchen der Pfarreien Sokobanja I und II, die zur Verklärungskirche der Stadt Sokobanja, im Dekanat Sokobanja der Eparchie Timok der serbisch-orthodoxen Kirche gehören.

## Lage

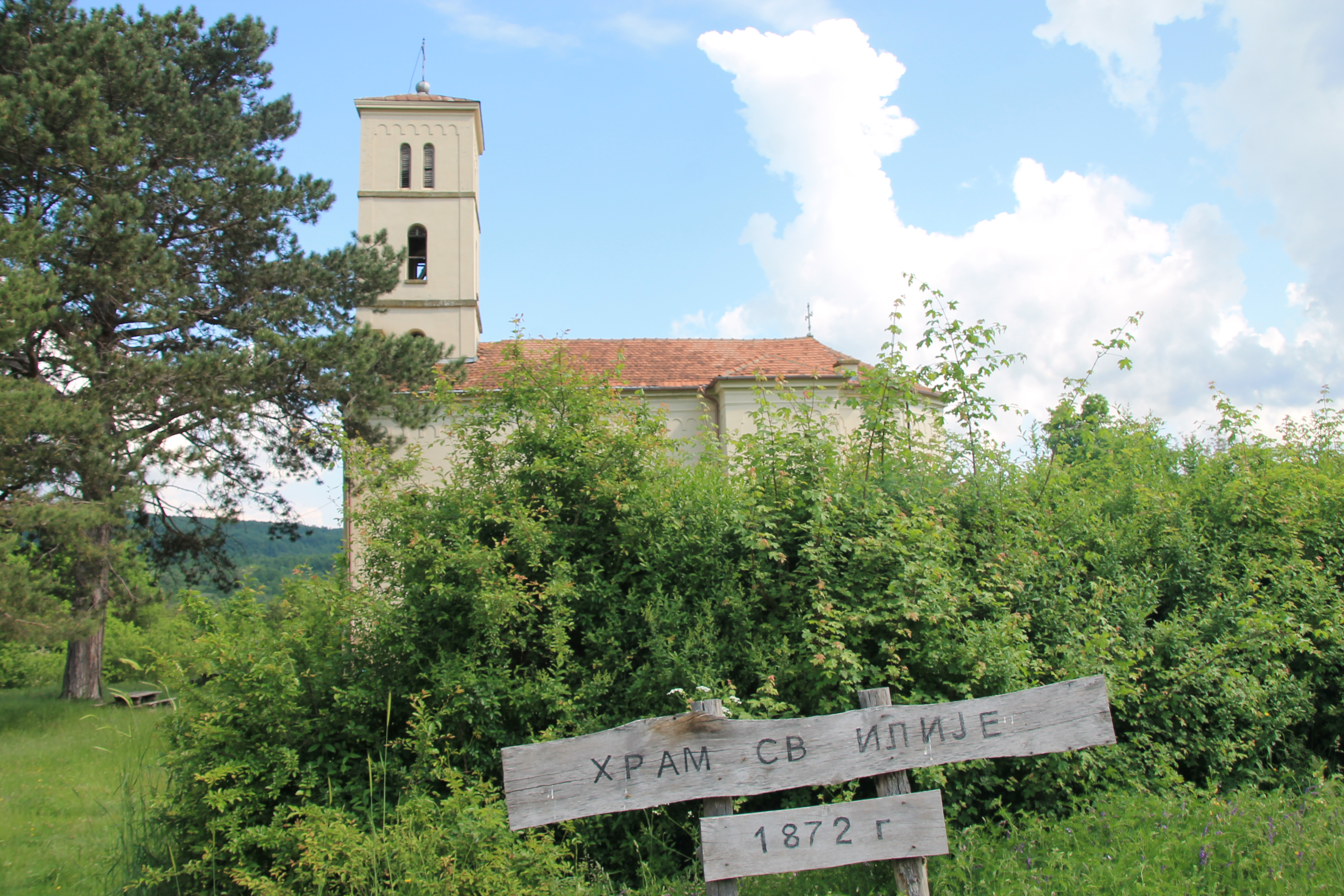
Die Kirche und der alte Kiefernbaum

Die Kirche steht neben der Grundschule und rund 200 m nördlich der Vrelo genannten Quelle, des Flusses Sokobanjska Moravica, im gleichnamigen Weiler Vrelo (der zu Weilen auch als eigenständiges Dorf angesehen wird) südlich des Dorfes Čitluk.
Das Gotteshaus steht an der Hauptstraße von Vrelo, der Vrelska ulica. Die Straße mündet unweit westlich des Weilers in die Hauptstraße, die wiederum Sokobanja mit Knjaževac verbindet, etwa 11 bis 12 km östlich der Gemeindehauptstadt.
Im großen Kirchhof der einen Heckenzaun besitzt und von viel Natur umgeben wird, stehen neben der Kirche, mehrere alte Grabdenkmäler und westlich vor der Kirche wächst ein mehrere Jahrhunderte alter Kiefernbaum.
Auch sind Sitzbänke um die Kirche, eine Informationstafel zur Geschichte der Kirche und ein hölzernes Schild mit dem Namen und dem Weihejahr der Kirche vorhanden.

## Geschichte
Diese Kirche gilt als eines der ältesten religiösen Gebäude in der Opština Sokobanja und ist eine Stiftung der Knesin (Fürstin) Persida Karađorđević, der Frau des serbischen Knesen (Fürsten) Aleksandar Karađorđević.
Den örtlichen Überlieferungen nach, soll die Knesin (während sie im Kurort Sokobanja weilte), am Feiertag des Hl. Propheten Elias, den 2. August (nach dem julianischen Kalender) zur Quelle des Flusses Moravica gereist sein, wo sich eine große Menschenmenge um ein Steinkreuz versammelte.
Als die Fürstin dies sah, spendete sie 18 Dukaten, um genau an dieser Stelle eine Kirche mit dem Patrozinium des Hl. Elias erbauen zu lassen. Den örtlichen Legenden nach entnahm die Fürstin Persida Karađorđević, die für den Kirchenbau vorgesehenen Dukaten, von ihrer Halskette.
Kurz nach dem Besuch der Fürstin wurde mit dem Bau des Gotteshauses begonnen. Die Kirche wurde zwischen 1869 und 1872 erbaut. Im Jahr 1872 wurde die Kirche Hl. Prophet Elias feierlich geweiht.
Da vor allem das Aussehen des Glockenturmes der Kirche, an den Baustil der Kirchengebäude der Küstenregionen (Adria) erinnert, wird nachgesagt, dass die Erbauer der Kirche (Maurer) ursprünglich aus den Küstengebieten stammten.
Aufgrund der Geschichte und der Mythen, die dieses Kirchengebäude umgeben, ist dieses zu einem Denkmal von großer kultureller und historischer Bedeutung geworden. Wie dem Heiligen, dem die Kirche anvertraut ist, wird das Kirchengebäude in Verbindung mit Wasser, Regen und Stürmen gebracht. Und da das Erscheinungsbild der Kirche an die weit entfernten Küstenkirchen erinnert, ist das Kirchengebäude von den anderen Kirchen der Gegend hervorzuheben.

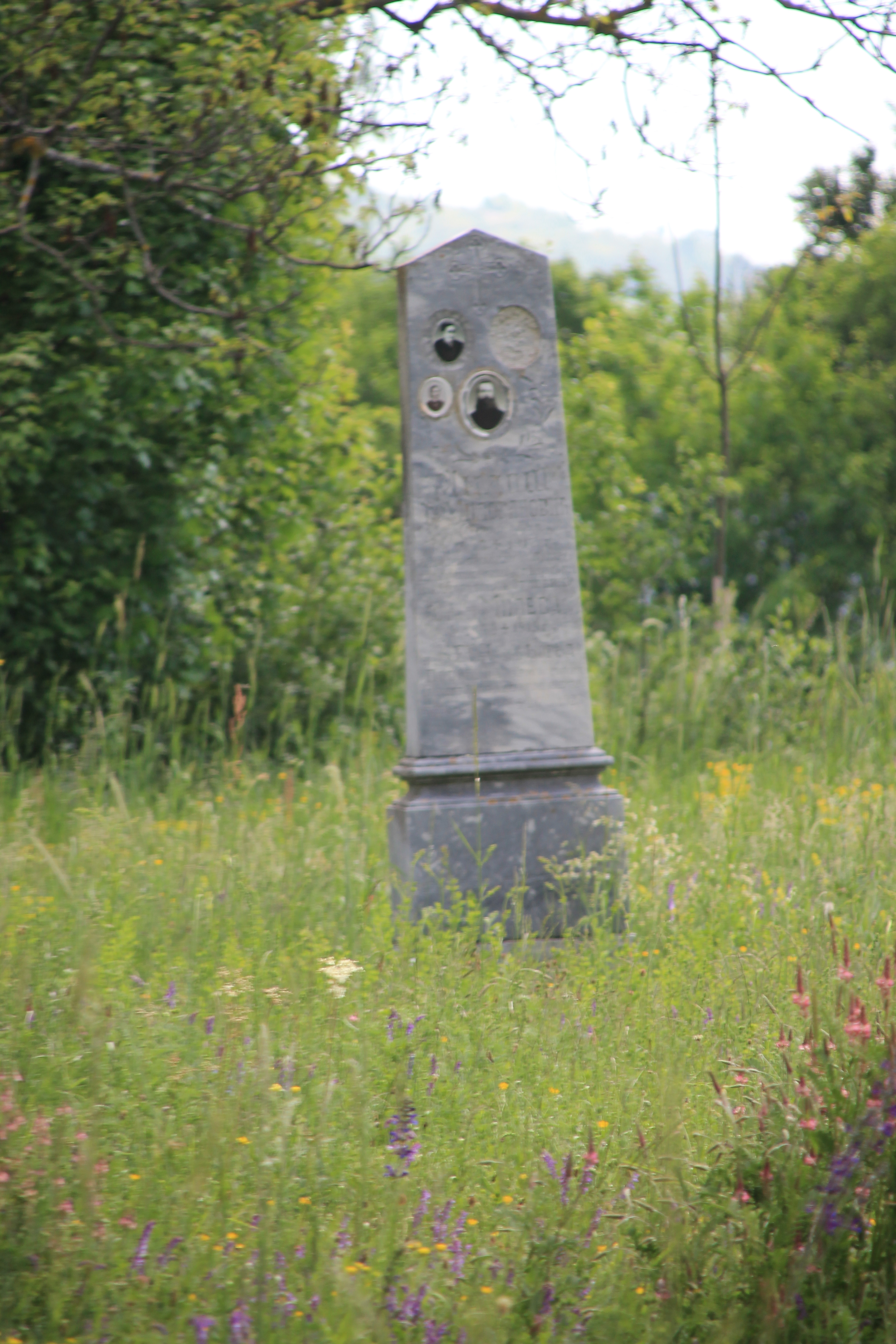
Denkmal für den Priester Miloš Milovanović

Im Ersten Weltkrieg gehörte die Gegend zu den Landesteilen Serbiens die von Bulgarien besetzt wurden. Am 26. Februar 1917 brach in Südserbien ein Aufstand gegen die bulgarischen und österreichisch-ungarischen Besatzungsbehörden aus, der in die Geschichtsschreibung als Toplica-Aufstand einging.
Dieser Aufstand betraf neben der Region Toplica auch andere Gebiete, darunter das Gebiet um die Großstadt Niš in Richtung des Flusses Morava, sowie die Gemeinden Aleksinac, Svrljig und Sokobanja. Der bulgarische Angriff auf Sokobanja erfolgte am 10. März 1917. Nach diesem Angriff zogen die Bulgaren auch in die umliegenden Dörfer weiter mit dem Ziel, die Bevölkerung zu „befrieden“. In einer besonders schwierigen Lage befanden sich die serbischen Geistlichen, da sie von den bulgarischen Soldaten, während des Krieges getötet oder nach Bulgarien verschleppt wurden.
Der 74-jährige Priester Miloš Milovanović lebte bei seinem Sohn, Đorđe Milovanović, der damals der Pfarrpriester des Dorfes und der Kirche war. Nach dem Angriff auf Sokobanja verhafteten die Bulgaren den alten Priester und folterten ihn zusammen mit den anderen Häftlingen. Die Bulgaren verschleppten den Priester zu seinem zukünftigen Hinrichtungsort und erstachen ihn mit Bajonetten. Als die Dorfbewohner von Čitluk die Leiche des Priesters später ausgruben, stellten sie fest, dass sie über 70 Stichwunden aufwies. Eines der Grabdenkmäler (steht etwas östlich der Kirche) im Kirchhof ist das Denkmal des Priesters Miloš Milovanović.
Früher stellte das Dorf Čitluk eine eigene Pfarrei dar und die Kirche Hl. Elias war die Pfarrkirche der Pfarrei. Heute ist das Gotteshaus eine Filialkirche der Hauptkirche der Gegend in Sokobanja.
Am Dienstag, dem 2. August 2022, dem Feiertag des Hl. Propheten Elias und der Slava der Kirche, fand zum 150-jährigen Bestehen der Kirche, eine große Jubiläumsfeier in und um das Kirchengebäude statt.

## Architektur

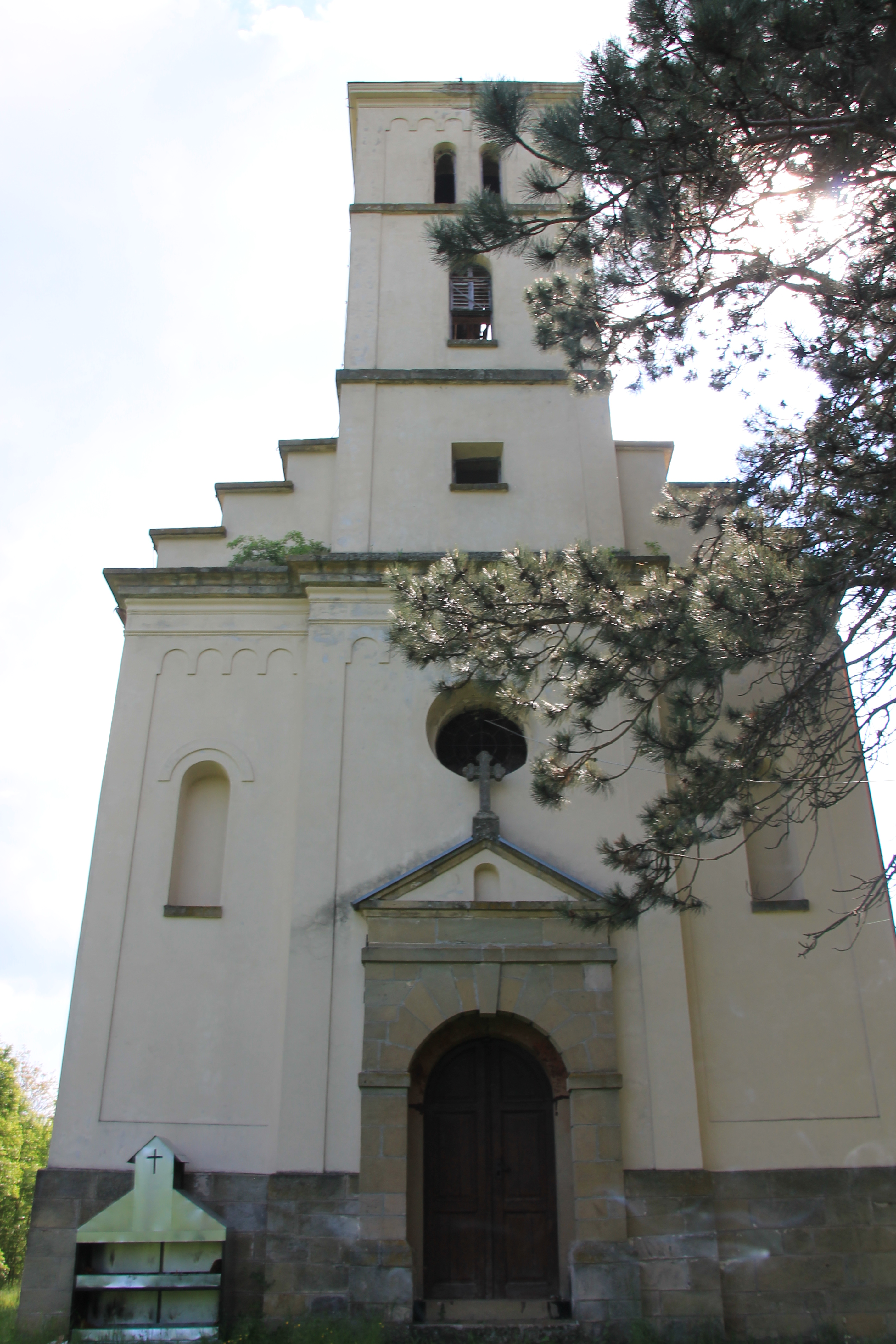
Westansicht der Kirche

Das einschiffige Kirchengebäude ist im mediterranen Baustil mit einer von Außen mehrseitigen und im Inneren halbrunden erweiternden Altar-Apsis im Osten, kleineren rechteckigen Seitenkonchen im östlichen Teil des Naos und einem Narthex mitsamt hohem Glockenturm im Westen, erbaut worden.
Der Haupteingang der Kirche befindet sich an der Westfassade; auch gibt es einen Nebeneingang an der Nordseite der Kirche. Die Kirche besitzt vier Kirchenkreuze. Eines auf der Spitze des Kirchturmes, eines am Ostende des Naos und jeweils eines über den Kircheneingängen.
Die Kirche besitzt im Inneren eine hohe hölzerne mehrstöckige und mehrtürige Ikonostase mit Ikonen. Im Westteil über der Galerie erhebt sich der Chorbalkon. An den Kirchenwänden hängen einige Ikonen von Heiligen.
Das Kircheninnere ist nicht mit Fresken oder Wandmalereien bemalt, jedoch ist der Kircheninnenraum mit verschiedenen Farben in Marmoroptik ausgemalt und das Kirchengewölbe ist mit einem Sternenfirmament ausgemalt.